# 前运动区
前运动区，或称前运动皮质（英語：Premotor cortex），是大脑额叶与运动相关的一个功能分区。在解剖位置上，它与后方的初级运动皮质相邻，在前方与前额叶的Brodmann 8区8区，9区和44相邻。从细胞结构分区上来说，前运动皮质基本属于Brodmann 6区的两个主要组成部分之一。另外一个组成部分是运动辅助区（Supplementary motor area）。前运动区位于大脑额叶的外侧面，而运动辅助区位于大脑额叶的内侧面。

## 连接

### 传入连接
前运动区接受来自初级运动皮质的短程皮质-皮质连接（即所谓的U型纤维）。

### 传出连接
前运动区有以下已知传出连接
- 皮质脊髓束。前运动区的第IV层内的细胞的轴突是皮质脊髓束（即椎型束）的一部分，直接投射到脊髓的运动神经元。
- 纹状体。前运动区的投射向基底核的纹状体的纤维是皮质纹状-连接的一部分。
- 丘脑。丘脑接受来自前运动区的区域主要是中间腹侧核（Nucleus ventralis intermedius）和喙腹侧核（Nucleus ventralis oralis）。

## 功能
前运动区的功能和躯体，四肢，面部等的运动密切相关。研究表明前运动区参与视觉支配的手臂抓握运动（Reaching movement）。前运动区的腹侧部分属于布洛卡区，与言语发生功能相关。另外，最近发现前运动区中有镜像神经元。镜像神经元是在动物体执行某个动作或观察其他人或动物执行同一动作是都发放冲动的神经元。其功能可能与动作的模仿，学习，以及解读他人意图有关。